# Liste der denkmalgeschützten Objekte in Stuhlfelden
Die Liste der denkmalgeschützten Objekte in Stuhlfelden enthält die 8 denkmalgeschützten, unbeweglichen Objekte der Gemeinde Stuhlfelden.

## Denkmäler
| Foto |                 | Denkmal                                                                           | Standort                                   | Beschreibung | Metadaten |
| ---- | --------------- | --------------------------------------------------------------------------------- | ------------------------------------------ | --- | --- |
| ja   | Datei hochladen | Saueck-Kapelle HERIS-ID: 53347 Objekt-ID: 61286                                   | Bam Standort KG: Dürnberg                  | Die Saueck-(Sauegg-)Kapelle steht am Dürnberg, am Weg zur Bürglhütte auf etwa 1300 m Seehöhe. Sie ist ein äußerlich nicht als Kapelle erkennbarer hölzerner Blockbau in Art einer Alm-/Forsthütte. Es finden sich kulturgeschichtlich interessante Votivbilder. | BDA-Hist.: Q1553157 Status: § 2a Stand der BDA-Liste: 2025-06-30 Name: Saueck-Kapelle GstNr.: 297/23 Saueggkapelle, Stuhlfelden                                     |
| ja   | Datei hochladen | Waldkapelle HERIS-ID: 53345 Objekt-ID: 61284                                      | Stuhlfelden Standort KG: Stuhlfelden       | Die vielbesuchte Waldkapelle am Weg auf den Sonnberg wurde 1833 von Bauerstochter nach einem Gelübde gebaut. Sie enthält mehrere Votivtafeln. | BDA-Hist.: Q1713168 Status: § 2a Stand der BDA-Liste: 2025-06-30 Name: Waldkapelle GstNr.: .47 Waldkapelle, Stuhlfelden                                             |
| ja   | Datei hochladen | Schloss Lichtenau HERIS-ID: 36793 Objekt-ID: 35787                                | Dorf 18 Standort KG: Stuhlfelden           | Nach den vorhandenen Schriften wurde das Schloss von den Herren von Rosenberg 1506 erbaut. Etwas verwirrend daher, dass das westliche Portal im Kielbogenform die Jahreszahl 1503 trägt. Es ist ein rechteckiger, viergeschoßiger Bau mit fünf (ehemals sechs) spitzbehelmten Türmchen. | BDA-Hist.: Q15711256 Status: § 2a Stand der BDA-Liste: 2025-06-30 Name: Schloss Lichtenau GstNr.: .21 Schloss Lichtenau (Stuhlfelden)                               |
| ja   | Datei hochladen | Pfarrhof HERIS-ID: 53258 Objekt-ID: 61101                                         | Pfarrgasse 1 Standort KG: Stuhlfelden      | Der Pfarrhof wurde 1598 und 1661 vom Stuhlfeldnerbach arg verwüstet. Erst 1840 wurde das Haus in seine jetzige Gestalt gebracht. Bei der Überschwemmung 1661 wurde das ganz Haus mit Schlamm gefüllt und dabei das wichtige Pfarrarchiv vernichtet. | BDA-Hist.: Q38056334 Status: § 2a Stand der BDA-Liste: 2025-06-30 Name: Pfarrhof GstNr.: .46 Pfarrhof (Stuhlfelden)                                                 |
| ja   | Datei hochladen | Jugendheim Quehenberger HERIS-ID: 36792 Objekt-ID: 35786                          | Weyerstraße 4 Standort KG: Stuhlfelden     | ehemaliges Haus Weyergut, heute als Selbstversorgerhaus touristisch geführt. | BDA-Hist.: Q37972110 Status: § 57-Mandatsbescheid Stand der BDA-Liste: 2025-06-30 Name: Jugendheim Quehenberger GstNr.: .44 Jugendhaus Quehenberger                 |
| ja   | Datei hochladen | Kath. Pfarrkirche Maria Himmelfahrt und Friedhof HERIS-ID: 53259 Objekt-ID: 61102 | bei Weyerstraße 1 Standort KG: Stuhlfelden | Stuhlfelden ist die älteste Pfarre und hat auch die älteste Kirche im Oberpinzgau. Die Kirche ist romanisch mit gotischem Chor und gotischem Westturm. Sie dürfte um 1250 erbaut worden sein. Das Glanzstück der Kirche ist der Hochaltar. Er ist in Spätrokoko und in klassizistischem Stil entworfen und errichtet worden. Die Muttergottesstatue ist das Zentrum des Altars und stammt aus etwa 1480. | BDA-Hist.: Q38056349 Status: § 2a Stand der BDA-Liste: 2025-06-30 Name: Kath. Pfarrkirche Maria Himmelfahrt und Friedhof GstNr.: .41, 140/2 Pfarrkirche Stuhlfelden |
| ja   | Datei hochladen | Bauernhaus, Schwaigergut HERIS-ID: 36791 Objekt-ID: 35785                         | Weyerstraße 8 Standort KG: Stuhlfelden     | Das zweigeschoßige Bauernhaus stammt im Kern aus dem 15. und 16. Jahrhundert. Küche und Vorratsraum sind gemauert, ansonsten ist das Haus ein Blockbau. | BDA-Hist.: Q37972099 Status: Bescheid Stand der BDA-Liste: 2025-06-30 Name: Bauernhaus, Schwaigergut GstNr.: .50 Schwaigergut                                       |
| ja   | Datei hochladen | Schloss Labach (Lambach) HERIS-ID: 36794 Objekt-ID: 35788                         | Lambachweg 4a Standort KG: Stuhlfelden     | Labach hatte früher auch die Bezeichnungen Lambach, Lapach oder Lopach und war ein alter Herrensitz. Es ist ein schmuckloser Bau mit einer Kapelle aus dem 16. Jahrhundert. | BDA-Hist.: Q15844483 Status: Bescheid Stand der BDA-Liste: 2025-06-30 Name: Schloss Labach (Lambach) GstNr.: .120 Schloss Labach                                    |